# 马坪头天仙庙
马坪头天仙庙，位于山西省晋城市泽州县川底乡马坪头村。
2013年1月，马坪头天仙庙公布为第三批晋城市文物保护单位，编号3-59。2021年8月4日，马坪头天仙庙公布为第六批山西省文物保护单位，古建筑类，年代为元、清，编号6-192。